# 2MASS J11101001+0116130
2MASS J11101001+0116130, auch als SDSS J111010+011613 (kurz SDSS 1110) bezeichnet, ist ein Brauner Zwerg der Spektralklasse T5,5 im Sternbild Löwe. Seine Position verschiebt sich aufgrund seiner Eigenbewegung jährlich um 0,3403 Bogensekunden. Er wurde 2002 von Thomas R. Geballe et al. entdeckt.